# Леонард Блумгарт
Леонард Блумгарт (на английски: Leonard Blumgart) е американски психоаналитик, един от пионерите на психоанализата в САЩ.

## Биография
Роден е през 1881 година в САЩ. Завършва Колежа за лекари и хирурзи към Колумбийския университет и стажува в болницата Ленъкс Хил. В периода 1915 – 1920 г. е доброволец в Нюйоркския психиатричен институт на остров Уорд. Работи и като психиатър в редица медицински заведения.
От пролетта на 1921 до 1922, Блумгарт е във Виена, където заедно с малка група от психиатри е анализиран от Зигмунд Фройд.
Умира на 20 март 1959 година на 78-годишна възраст.